# Capriole

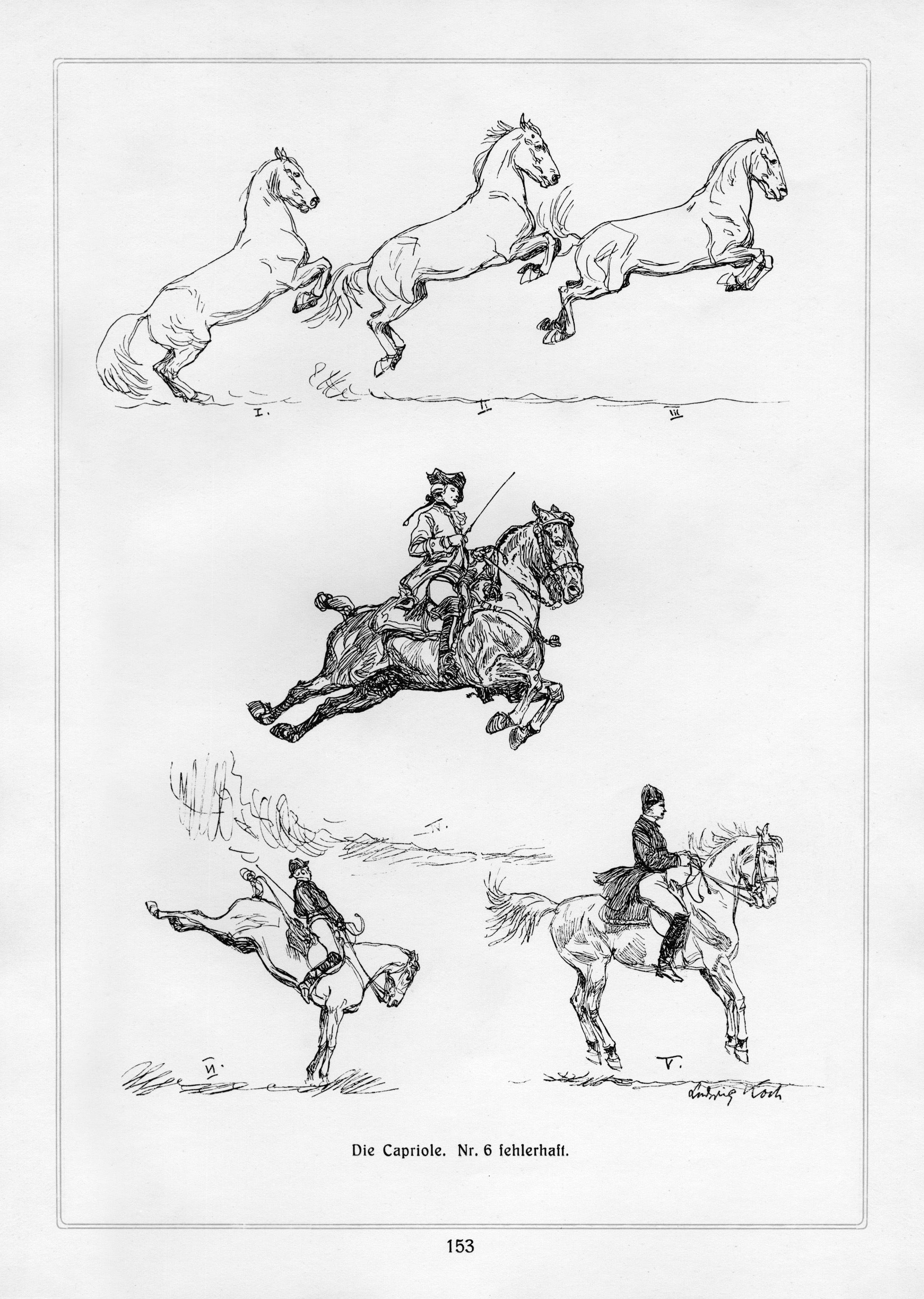
Capriole dessin de Ludwig Koch

La capriole est une figure de manège exécutée par un cheval dressé spécialement.

## Origines
Pour Salomon de La Broue le terme vient de l'italien capriolo par référence au bond du chevreuil.
Cette figure est issue de l'équitation militaire telle qu'elle était pratiquée en Italie à la Renaissance. La capriola remonterait à l'époque où, en l'absence d'armes à feu, un cavalier pouvait en utilisant les sabots de sa monture, se débarrasser d'ennemis à pied placés devant lui. En Italie chaque Académie d'équitation va adopter et adapter diverses figures de Chevalerie dont la capriole. 
Au XVIIe siècle l'équitation de cour adopte la capriole comme exercice de dressage.

## La capriole classique
Elle était pratiquée à l'Ecole de Vienne et à celle de Versailles. Dans ce mouvement le cheval bondit en l'air et lorsqu'il est à l'horizontale, regroupe ses postérieurs sous sa masse en les mettant à la même hauteur que les antérieurs. 
Dans la cabriole ou capriole pratiquée tant à Saumur qu'à l'École de Vienne, le cheval au terre-à-terre lève haut l'avant-main, quitte le sol par la détente de ses postérieurs et détache avec force une ruade, postérieurs tendus horizontalement imitant le saut du cabri. Elle fait partie des airs relevés. 
Les écuyers de Saumur la font souvent exécuter à leurs chevaux montés dans la "reprise des sauteurs". Dans l'Ecole espagnole de Vienne la capriole est réalisée à pied, en tenant le cheval par de longues rênes.

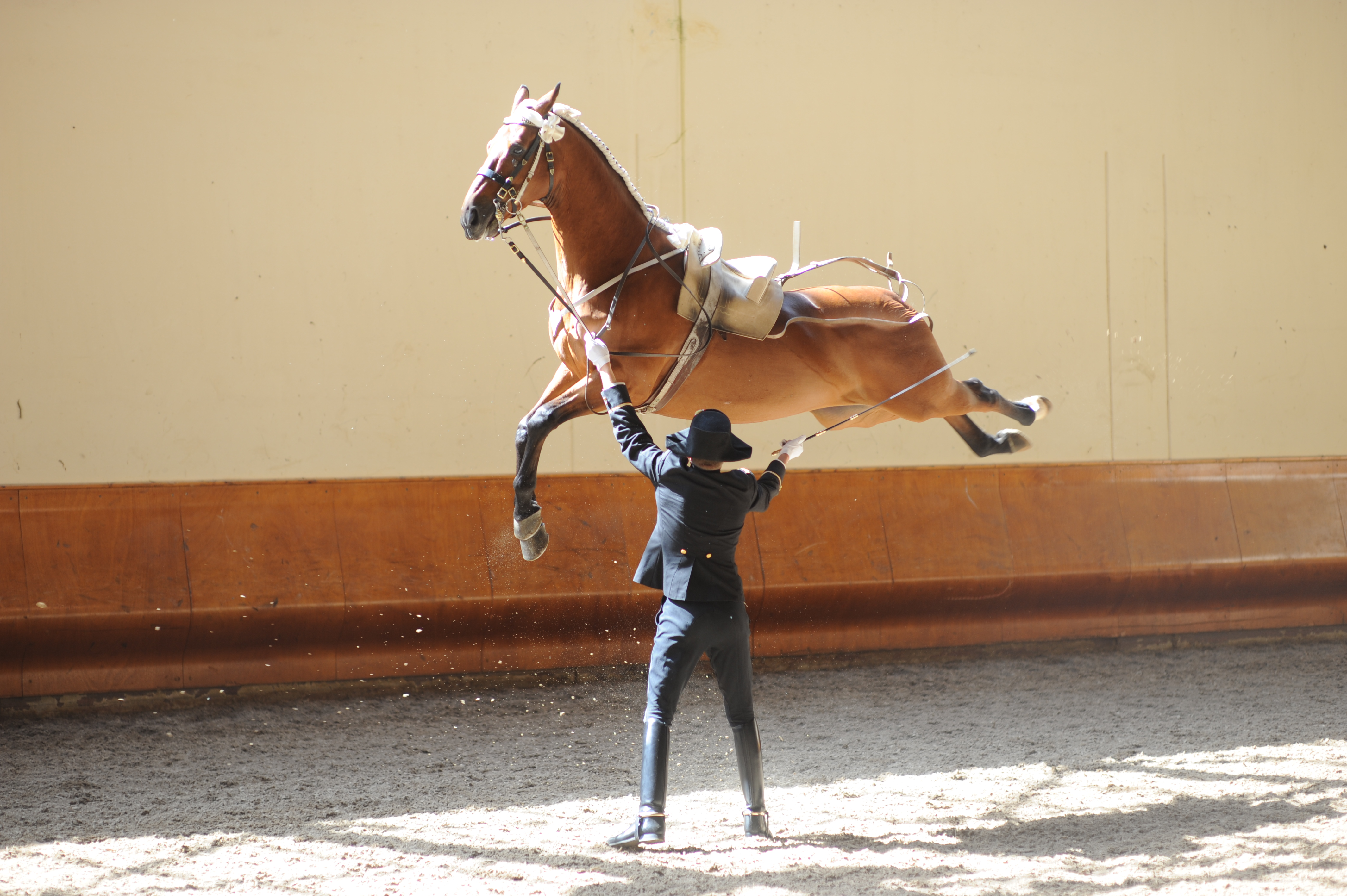
Cadre noir - cabriole à la main

## Au cirque
Comme exercice de Haute école la capriole est un saut spectaculaire effectué par un cheval qui exécute un bond agrémenté d’une ruade. Cette figure fut souvent présentée dans les cirques du XIXe siècle car le temps disponible  au dressage d'un animal spécialement choisi et dressé était plus long. Au XXe siècle en France Alexis Grüss et son cheval Mahomet présentèrent aux longues rênes régulièrement ce numéro. 
Actuellement un numéro semblable est réalisé par un chien dressé.